# Гороховое молоко

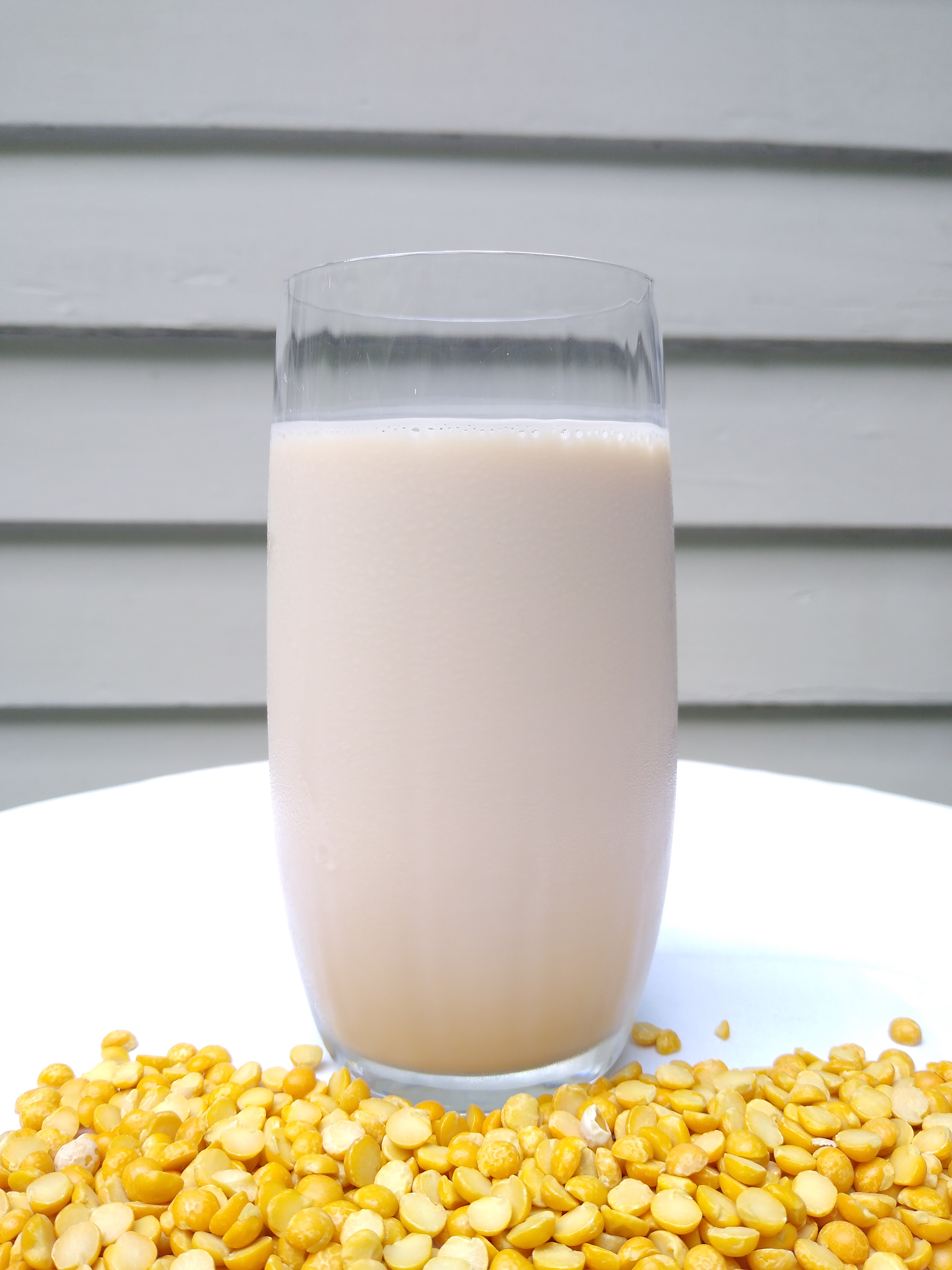
Гороховое молоко

Горо́ховое молоко́ — диетический пищевой продукт из разновидностей «растительного молока» — суррогатного заменителя молока животного происхождения (особенно богатого лактозой коровьего молока), — приготавливаемого из зерновых семян культивируемой бобовой культуры растений, богатой растительным белком — гороха, — используемый в качестве питья и/или составной части и основы кулинарных изделий и блюд.

## Историческая справка
В домашних условиях растительное молоко из зёрен различных культурных растений, в том числе и бобовых, готовилось давно, однако в коммерческом торговом виде гороховое молоко было предложено покупателям на рынке Великобритании брендом Mighty Society, а в Австралии Freedom Foods Group. Также гороховое молоко появилось на рынках продуктов США от компании Ripple в 2015 году. К 2018 году гороховое молоко было доступно в более чем 10 000 магазинах в США. Крупная компания по производству потребительских товаров Nestlé выпустила собственную версию напитка под названием Wunda в 2021 году.

## Особенность продукта
Гороховое молоко имеет светло-кремовый цвет и кремовую густую консистенцию. Неподслащённое гороховое молоко отличается пикантным «гороховым» привкусом.
Гороховое молоко является гипоаллергенным продуктом питания, поскольку в нем нет сои, лактозы, клейковины и орехов; в нем также мало калорий: 70 калорий на 150 мл напитка. В связи с тем, что в неподслащённом гороховом молоке нет сахара и незначительное количество углеводов, его можно употреблять людям страдающим диабетом, а также тем, кто соблюдает безуглеводную диету.

### Состав и пищевая ценность
Гороховое молоко содержит около 13 % калия, 10 % витамина A, 30 % витамина D, 15 % железа, а также 4,5 грамма жира (из подсолнечного или других масел семян, используемых в производстве) и обеспечивает 290 килоджоулей (70 килокалорий) на 240 миллилитров; может содержать различные добавки в виде микроэлементов (как кальций и белок) и витаминов B3, B6, B12. Некоторые виды горохового молока содержат жирные кислоты омега-3.

## Применение
Гороховое молоко используют в качестве питья «в сыром виде» или для приготовления различных кулинарных блюд. В основном популярно и используется гурманами и/или приверженцами вегетарианства (веганами). Из горохового молока можно готовить кисели, смузи, соусы, десерты и т. д. В гороховое молоко могут добавляться различные подсластители (карамель, мёд, сахар, шоколад и пр.) и ароматизаторы (ягоды, фрукты, ваниль и т. п.), а также — минеральные и витаминные добавки. Утверждается, что гороховое молоко экологичнее по чистоте и богатству белка, что является альтернативой привычному миндальному молоку или соевому молоку без ГМО.